# 大友宗麟
大友宗麟（日语：／ Ōtomo Sōrin，1530年1月31日—1587年6月11日），是日本戰國時代九州的戰國大名、並同時是位吉利支丹大名。大友氏第二十一代領主。本名大友義鎮（日语：／ Ōtomo Yoshishige），「宗麟」是其信奉佛教時期使用的法名。因大友氏始祖出自名門藤原氏，故正式姓名又可記為藤原義鎮。最初他皈依禪宗、之後改信天主教接受洗禮。
父親是大友義鑑、母親是義鑑的續弦(出自大内氏)。同父異母的弟弟是大内義長。宗麟的正室是奈多八幡宮奈多鑑基的女兒、田原親賢的妹妹奈多夫人。其子有大友義統、大友親家及大友親盛。官位至正四位下左衛門督。幼名塩法師丸。佛教法名宗麟、天主教洗禮名為普蘭師司怙（フランシスコ，即「方濟各」）。
透過海外貿易蓄積經濟實力以及優秀的家臣團、巧妙的外交策略等，將版圖擴大，並在大内氏及毛利氏等土豪・守護大名勢力錯綜複雜的戰國時代，將北九州東部完全平定。版圖最盛期包括支配北九州六國。但是建立「天主教王國」的美夢，於遭遇島津義久受挫，晩年為豐臣秀吉傘下的一位大名，僅領有豐後一國，勢力大幅衰退。

## 繼承領主
出生於豐後國府内城。父親義鑑原本有意將位子讓與義鎮的同父異母弟塩市丸，因而欲廢嫡長子義鎮。在1550年（天文19年）反而被支持義鎮的重臣們謀反，將塩市丸及其母親殺害、義鑑亦負傷後去世，這次政變被稱為『二階崩之變』。宗麟遂於當時廿一歲繼承大友氏豊後及肥後國領主的地位。

## 六國大名
繼承領主地位後，菊池義武（大友義鑑之弟、義鎮的叔父）在肥後奪取了守護一職、但1554年（天文23年）菊池氏滅亡。他接受了陶晴賢的邀請、派遺弟弟大友晴英繼承了大内氏、晴英改名大內義長。同年向室町幕府第13代將軍足利義輝獻上鐵砲及火藥調合書，藉以強化與將軍家的關係。1557年（弘治3年）、大内氏被毛利元就消滅，大內義長自殺。毛利元就繼承了大内氏在西國的領地，開始進軍原本大內氏在北九州的領土，大友與毛利正式決裂。
義鎮遂與尼子氏結盟，於筑前、筑後、豐前等地擴大勢力範圍。當年在他領地豐後府内還出現了劃時代的大事即日本最早的外科手術。永祿2年（1559年）參與義輝的獻金運動，同年6月擔任豐前國・筑前的守護。同年11月，在足利幕府支持下他被任命為九州探題。次年、任官左衛門督。永祿6年（1563年）擔任足利義輝的相伴眾，永祿7年（1564年）義輝調停大友與毛利間的和睦關係，確保大友在北九州的權益。至1570年(元龜元年)他已成為九州最強的勢力，九州境內九國他占有北部六個。

## 勢力衰退
1570年(元龜元年)繼續與毛利軍交戰。其後於今山之戰中，龍造寺隆信擊敗其弟大友親貞率領的六萬大軍，導致他於1576年傳位給長男義統、隱居至丹生島城。
1577年南九州的島津氏開始進軍日向國，奪取了日向大名伊東家的領地，伊東義祐因此逃向大友家尋求庇護並反擊，宗麟一方面也希望奪下日向國並建設為基督聖地，名義上以繼承人大友義統領軍出陣侵略，自己則在後方做戰略指導，但在1578年(天正6年)耳川之戰中因家臣之間意見不合導致大敗、多數重臣陣亡。另外、將家督讓與大友義統後、他與兒子之間領導意見的不和亦造成大友氏的衰退。當時已開始統一日本的豐臣秀吉試圖經由談判協調島津與大友兩大九州勢力和解。義鎮於1586年親赴大坂謁見秀吉請求支援對抗島津。島津氏仍持續侵略大友領地、1586年12月島津家久軍占領了他的首府豐後國府内城。丹生島城被包圍，大友宗麟一度使用大砲「國崩」、死守丹生島城。
1587年、豐臣秀吉親自領兵發動九州征伐，終於使島津氏降伏。在秀吉的統治下，大友義統被確立擁有豐後一國。秀吉原有意封與大友宗麟日向的領地，但宗麟因年事已高而辭退。
同年他在豐後國津久見病死、享年五十八歲。 法號：瑞峯院殿羽林次將兼左金吾休庵宗麟大居士
墓地：大分縣津久見市、此外在京都市北區的龍寶山大德寺的塔頭寺院瑞峯院和津久見市上宮本町的響流山長泉寺有他的牌位。瑞峯院藏有他的肖像畫

## 為人
義鎮以天主教大名的形象廣為人知，1551年(天文20年)他認識了在豐後布教的耶穌會傳教士沙勿略，並成為好朋友。二十七年後的1578年（天正6年）改信天主教並受洗禮。同時他對領地内的布教活動加以保護、進行與西方的貿易。他另與博多的大商人島井宗室交相友善、進行與中國明朝和朝鮮的貿易。他曾夢想要建立天主教王國，但終於在耳川一戰後夢碎。
宗麟的性格被評論為個性自私，他曾經搶奪家臣的妻子、並因為信仰天主教和妻離婚、另外也有沈溺於酒色、橫征暴歛等記錄，這成了很多家臣和親族對他起而反抗的原因。他因廢弛政務、重臣立花道雪常對他多所勸戒，也因此他很怕遇到立花道雪。
1582年他曾派遣了天正遣歐少年使節團前往羅馬謹見天主教教宗。

## 家系
- 父：大友義鑑
- 母：大内義興之女（異説為公家之女、家臣之女）
- 兄弟
  - 義鎮
  - 晴英(大内義長)
  - 親貞(有異說為宗麟叔父菊池義武之子)
  - 塩市丸
- 姊妹
  - 名不詳(一條房冬之妻)
  - 名不詳(河野通宣之妻)
- 妻
  - 一色夫人・宝岸寺殿（一色義清之女。繼承家督時離婚，理由不明）
  - 奈多夫人（八幡奈多宮大宮司之家系・奈多鑑基之女。後因宗麟入信基督教而離婚）
  - 林氏（洗禮名、依據耶穌會史料，原本為奈多夫人的侍女長）
  - 一萬田夫人（家臣・一萬田親實（鑑相）之女、一萬田鑑實的姊妹）
  - 入田義實之女

其他約共7名側室
- 子女
  - 大友義統（吉統、洗禮名）
  - ジュスタ [a]（一條兼定之妻後為清田鎮忠之繼室。比義統年長之姊[b]。寬永4年(1627年)8月7日逝去。）
  - 女（志賀親度室。實為奈多夫人與先夫・服部右京亮之女[c]。）
  - テクラ[d]（久我三休室。宗麟與奈多夫人次女。）
  - 娘（奈多鎮基之妻）
  - 大友親家（洗禮名）
  - 娘（一萬田鎮實之妻）
  - 娘（母里友信之妻）
  - 娘（臼杵統尚之妻。統尚為臼杵氏一族，可能是鎮尚之子。奈多夫人所出，天正11年（1583年）逝去。遺女被其妹桂姬收為養女。）
  - クインタ (林宗頓（志賀親成、洗禮名ゴンサロ）之妻[e]。）
  - レジナ (伊東義賢之妻)
  - 大友親盛（洗禮名）
  - 桂姫（又名孝子、長千代，通稱引地君。小早川秀包之妻、洗禮名 ）
  - 娘（天正9年（1581年）與林ジュリア所生之末女。）

## 家臣
| - 立花道雪（戶次鑑連、伯奢、紀伊、丹後守） - 立花宗茂（高橋統虎、立齋、左近將監、飛驒守） - 高橋紹運（吉弘鎮理、鎮種、主膳兵衛、三河守） - 吉弘鑑理（吉弘鑑直、左近大夫、伊予守） - 吉弘鎮信（吉弘左近大夫） - 吉弘統幸（吉弘嘉兵衛） - 臼杵鑑速（臼杵宗勢、四郎左衛門、越中守） - 臼杵鑑續（臼杵太郎、三郎左衛門、安房守） - 吉岡長增（吉岡宗歡、左衛門衛、越前守） | - 朽網鑑康（朽網宗歷、中務少輔、三河守） - 志賀親守（志賀親安、道輝、兵部少輔） - 志賀親度（志賀親孝、道益、民部大輔） - 志賀親次（志賀親善、小左衛門） - 佐伯惟教（佐伯宗天、紀伊介） - 佐伯惟定（佐伯權之助） - 木付鎮秀（木付美濃守） - 木付鎮直（木付中務少輔） - 田北鑑生（田北堪解由、左衛門、大和守） - 田北鑑重（田北紹鐵、大和守） - 田北鎮周（田北相模守、刑部大輔） | - 田原親宏（田原親實、常陸介） - 田原親貫（田原右馬頭） - 田原親賢（田原紹忍、近江守） - 利光鑑教（利光宗魚、武藏守） - 柴田禮能（柴田治又衛門、伊賀守） - 若林鎮興（若林道圓、中務少輔） - 蒲池鑑盛（蒲池宗雪、武藏守） - 角隈石宗（角隈越前守） - 佐田隆居（佐田薩摩守） - 佐田鎮綱（佐田彈正忠） - 齋藤鎮實（齋藤左馬助、進士兵衛、兵部少輔） - 一萬田鑑實（一萬田宗慶、兵部大輔） - 問註所統景（問註所刑部大輔） |

### 豐後三老
- 吉岡長增（因一度退位而由道雪補上）
- 立花道雪
- 吉弘鑑理
- 臼杵鑑速

### 大友雙璧
- 立花道雪
- 高橋紹運

## 脚注

## 登場作品
文獻
- 大友宗麟（吉川弘文館、外山幹夫（日语：外山幹夫）著）
- 完譯佛洛伊斯日本史〈6〉薩比耶爾來日與初期的布教活動―大友宗麟篇（中央公論新社、路易斯·佛洛伊斯著・松田毅一（日语：松田毅一）譯）
- 完譯佛洛伊斯日本史〈7〉宗麟的改宗與島津侵攻―大友宗麟篇（中央公論新社、路易斯・佛洛伊斯著・松田毅一譯）
- 完譯佛洛伊斯日本史〈8〉宗麟之死與嫡子吉統的背教―大友宗麟篇（中央公論新社、路易斯・佛洛伊斯著・松田毅一譯）
- 伴天連與宗麟的時代（石風社、加藤知弘（日语：加藤知弘 (西洋史学者)）著）
- 大友宗麟之總總（新人物往来社、芥川龍男著）
- 大友宗麟的戰國都市・豐後府內（新泉社、玉永光洋・坂本嘉弘著）
- 大航海時代的亞洲與大友宗麟（海鳥社、鹿毛敏夫（日语：鹿毛敏夫）著）

小說
- 大友宗麟（文藝春秋、海音寺潮五郎著）
- 火炎城（講談社、白石一郎（日语：白石一郎）著）
- 王的輓歌（新潮社、遠藤周作著）
- 豐後王妃伊莎貝拉－吉利支丹大名大友宗麟之妻（作品社、小石房子（日语：小石房子）著）
- 王國燃燒 小說大友宗麟（学陽書房、赤瀨川隼（日语：赤瀬川隼）著）
- 大友宗麟－持續求道的男人（PHP研究所、風早惠介著）
- 大友二階崩（文藝春秋、高橋直樹（日语：高橋直樹 (作家)）著）
- 花之反逆：大友宗麟之妻（叢文社、水上綾著）
- 彷徨的戰國大大名 大友宗麟（文藝社（日语：文芸社）、米田一雄著）
- 幻之Zipangu－大友宗麟的生涯（文藝社、櫻田啓著）
- 大友二階崩（日本經濟新聞出版社（日语：日本経済新聞出版社）、赤神諒（日语：赤神諒）著）
- 大友的聖將（角川春樹事務所、赤神諒著）
- 宗麟之海（NHK出版、安部龍太郎著）

影視劇
- 另一人的不龍獅子虎 大友宗麟（1978年、NHK、演：高橋幸治）
- 國東物語（1984年、EQUIPE DE CINEMA、演：隆大介）
- 大友宗麟 追求心之王國（日语：大友宗麟 心の王国を求めて）（2004年、NHK、演：松平健）
- 軍師官兵衛 （2014年、NHK大河劇、演：上條恒彦）

漫畫
- 戰國權兵衛（講談社、宮下英樹（日语：宮下英樹）作）

遊戲
- 戰國BASARA 3